# Pobbia
Pobbia o Cascina Pobbia (AFI: /ˈpobbja/; Pobia in dialetto milanese, anticamente ufficialmente Cassina Pobbia) è un quartiere di 238 abitanti appartenente al comune di Corbetta in provincia di Milano, distante 2,31 km dal centro del comune di appartenenza, posto lungo l'asse della via Simone da Corbetta (ex SS11).

## Geografia fisica

### Territorio
La località della Pobbia è caratterizzato da un ambiente prevalentemente pianeggiante, tipico della Pianura padana, contraddistinto a tratti da boschi e coltivazioni.
Il territorio della Pobbia confina a nord col comune di Santo Stefano Ticino, a sud con la frazione di Castellazzo de' Stampi, a est col comune di Vittuone ed a ovest con la città di Corbetta.

### Geologia ed idrografia
Il terreno è geologicamente composto da terreni alluvionati terrazzati e da depositi eolici oltre che da travertini, la cui formazione è da ricondurre al Pleistocene (2,58 milioni - 11.700 anni fa).
Idrograficamente il quartiere della Pobbia si trova nella "fascia secca" del comune di Corbetta, ovvero quella posta a nord e non attraversata da corsi d'acqua naturali o fontanili di rilievo.

### Sismologia
Dal punto di vista sismico la Pobbia presenta un rischio molto basso ed è stata classificata come il comune zona 4 (bassa sismicità) dalla protezione civile nazionale.

#### Clima
| Mese                        | Gen    | Feb    | Mar    | Apr    | Mag    | Giu    | Lug    | Ago    | Set   | Ott   | Nov    | Dic    | Anno |
| --------------------------- | ------ | ------ | ------ | ------ | ------ | ------ | ------ | ------ | ----- | ----- | ------ | ------ | ---- |
| Temperatura max. media (°C) | 5.4    | 8.1    | 13.0   | 17.6   | 21.8   | 26.3   | 29.2   | 27.6   | 23.9  | 17.4  | 10.6   | 6.4    | 17.3 |
| Temperatura min. media (°C) | 0.8    | 2.7    | 6.1    | 9.6    | 13.3   | 17.1   | 19.9   | 19.0   | 16.2  | 11.2  | 6.0    | 1.6    | 10.3 |
| Piogge (mm)                 | 79     | 73     | 77     | 47     | 34     | 20     | 7      | 35     | 76    | 83    | 127    | 109    | 64   |
| Umidità relativa (%)        | 86     | 78     | 71     | 75     | 72     | 71     | 71     | 72     | 74    | 81    | 85     | 86     | 66,5 |
| Eliofania assoluta (ore)    | 2.9    | 3.7    | 4.6    | 5.6    | 6.9    | 7.1    | 8.1    | 7.3    | 5.2   | 4.1   | 2.4    | 2.3    | 5    |
| Venti (dir.-nodi)           | NW 2.3 | SE 2.4 | SE 2.6 | SE 2.8 | SW 2.7 | SW 2.6 | SW 2.5 | SE 2.4 | E 2.3 | E 2.3 | SE 2.3 | NW 2.2 | 2.4  |

La Pobbia ha il clima caratteristico delle pianure settentrionali italiane con inverni freddi e abbastanza rigidi ed estati che risentono di elevate temperature; la piovosità si concentra principalmente in autunno e in primavera. La località appartiene alla zona climatica E.
Fenomeni estremi si sono verificati durante la famosa nevicata del 1985 che investì la Pianura padana, ma anche in occasione delle ondate di caldo degli ultimi anni.

## Storia

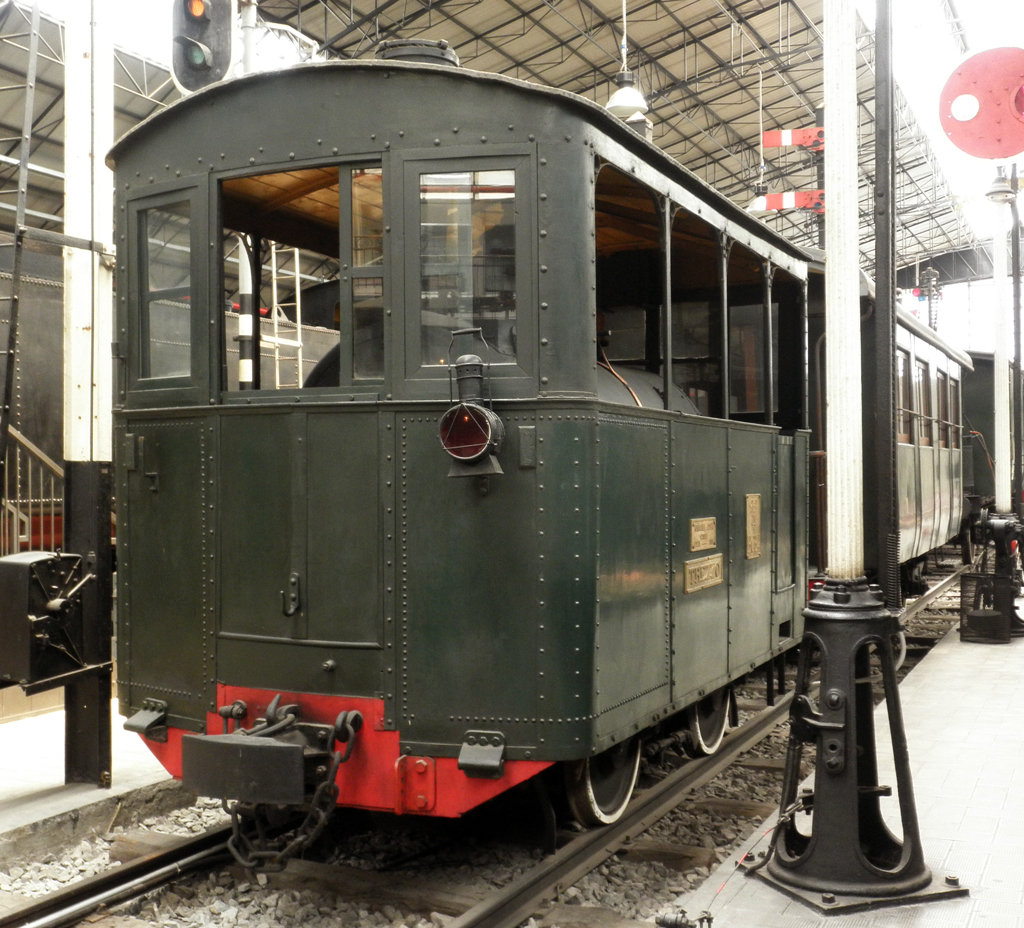
Il passaggio del Gamba de legn per il territorio comunale della Pobbia ne segnò lo sviluppo nel XIX secolo

Il quartiere della Pobbia ha origini piuttosto antiche ed un tempo costituiva comune a sé stante, indipendente dalla vicina Corbetta sino al 1880. Nei registri comunali, ancora oggi conservati, venivano accuratamente segnalati di anno in anno i residenti, i deceduti, gli emigrati e gli immigrati.
Questo status durava perlomeno dal Cinquecento e il comune viene dichiarato notabile già dal 1757, ma le notizie più precise sull'antico comune ci pervengono solo sul finire del Settecento: il 20 marzo 1798 (30 ventoso anno VI della Repubblica Cisalpina) l'allora comune di Cassina Pobbia venne inserito nel distretto amministrativo più ampio del comune di Corbetta, assieme a Castellazzo de' Stampi che allora era frazione del comune di Cascina Pobbia e non di quello di Corbetta dove oggi si trova.
Il comune era fisicamente retto da un console comunale, con le funzioni di regolare l'ordine pubblico e la gestione degli affari della comunità, aiutato in questo da un incaricato del Ducato che si preoccupava di registrare le spese annuali e procedere poi alla riscossione delle tasse (era chiamato "ragionatto milanese").
Da un primo censimento del 1805 si sa che il comune contava in tutto 141 abitanti, quando nel 1809 l'attività comunale venne soppressa e la Cassina Pobbia entrò a far parte del comune di Corbetta, per poi riuscirne indipendente già nel 1816.
Durante tutti i suoi primi secoli di sviluppo, Cassina Pobbia rimase pressoché invariata nella propria forma e composizione, raggruppata quasi esclusivamente attorno alla cascina, una delle più antiche corti del borgo, dove sin dal Settecento si trovava un solo esercizio pubblico: un'osteria.
Sviluppo notevole lo ebbe a partire dall'ingresso del comune nel Regno d'Italia quando, tra la costruzione della Milano – Magenta/Castano Primo (il famoso Gamba de Legn) e lo sviluppo dei collegamenti dell'es SS11 sull'asse Milano-Torino, il paese iniziò ad ingrandirsi.
Dal 1880 la Cassina Pobbia cessò di essere comune autonomo e divenne una località del comune di Corbetta.
La località non disponeva e non dispone di chiese né di luoghi di culto (i più vicini sono la chiesa di Sant'Ambrogio in località Isola Bellaria o quella di San Giuseppe nella frazione di Castellazzo de' Stampi), essendo sempre stata corbettese ecclesiasticamente, e in ciò giustificando poi l’aggregazione amministrativa.

## Società

### Evoluzione demografica
Durante l'ultimo censimento del 2021 la località della Pobbia contava 238 abitanti, compresi nel totale dei 18.740 residenti nel comune di Corbetta, dei quali 134 maschi e 104 femmine.
Il borgo, durante la sua presenza come entità territoriale indipendente del corbettese, ha disposto di una crescente popolazione a partire dal primo Ottocento e cioè in corrispondenza dell'inclusione dell'attuale frazione di Castellazzo de' Stampi. Un tracollo notevole è avvenuto in corrispondenza dell'assorbimento del comune da parte di Corbetta nel 1880 ed il conseguente abbandono della campagna per la città.
Secondo il censimento austriaco del 1751, la Pobbia constava di 66 abitanti, giunti a 182 appena vent'anni dopo. Nel censimento napoleonico del 1805, gli abitanti erano scesi a 141, per poi risalire a 197 nel 1853 e a 231 nel 1859.
"Abitanti censiti"

### Etnie e minoranze straniere
Al 1º gennaio 2021 risiedevano 14 cittadini stranieri pari a circa il 5,8% della popolazione totale della frazione. Nei dati ufficiali non sono considerati gli stranieri irregolari.

## Economia
Alla Pobbia nel 2021 risultava occupato il 92.4% dei residenti in età lavorativa.

## Il Comitato di Quartiere della Pobbia
Il quartiere Pobbia dispone di un proprio comitato di quartiere che coadiuva il comune di Corbetta nell'amministrazione del borgo, mantenendo vivo lo spirito del borgo, in collaborazione col vicino comitato di Castellazzo de' Stampi.

## Istruzione
Attualmente la frazione di Cascina Pobbia non dispone di propri edifici scolastici, ma sino agli anni '60 del XX secolo è stata sede di una delle più antiche scuole elementari fondate nel territorio di Corbetta, amministrata dalla parrocchia sin dalla sua fondazione nel 1833.

## Infrastrutture e trasporti
Fra il 1879 e il 1957 la località era servita dalla tranvia Milano-Magenta altresì nota con il soprannome di Gamba de legn.
La frazione è attraversata dalla ex strada statale 11 che rappresenta la più importante tra le vie di comunicazione su strada del territorio.